# Luis de Guardafía
Guardafía (* 1378 auf Lanzarote; † unbekannt) war der letzte Herrscher der Majos, der Ureinwohner Lanzarotes. Er wird in den historischen Dokumenten auch Guanarfía, Guadarfra, Guardafrá und Guarfía genannt. Wie sich der Grabinschrift einer Enkelin entnehmen lässt, scheint Guadafrá die zutreffendste Form des Namens zu sein. Nach seiner Taufe führte er den Namen Luis als Vornamen und Guadafrá als Familiennamen.

## Herkunft
Im November 1377 landete der baskische Adelige Martín Ruiz de Avendaño auf Lanzarote. Er betrieb Handel mit den Britischen Inseln. Sein Schiff war durch einen Sturm weit nach Süden getrieben worden. Er wurde von dem damaligen Herrscher der Insel Zonzamas freundschaftlich empfangen. Im Rahmen der auf der Insel üblichen Gastprostitution verbrachte Martín Ruiz de Avendaño eine Nacht mit der Königin Fayna. Im Jahr 1378 kam die „Prinzessin“ Ico zur Welt. Die historische Forschung geht heute davon aus, dass Guadafrá der Zwillingsbruder von Ico und der biologische Vater beider nicht König Zonzamas war. Gegen die Darstellung, dass Guadafrá der Sohn von Ico war spricht, dass Guadafrá im Jahr 1402, also 24 Jahre nach der Anwesenheit von Martín Ruiz de Avendaño, Herrscher der Majos war.

## Unterwerfung der Insel Lanzarote

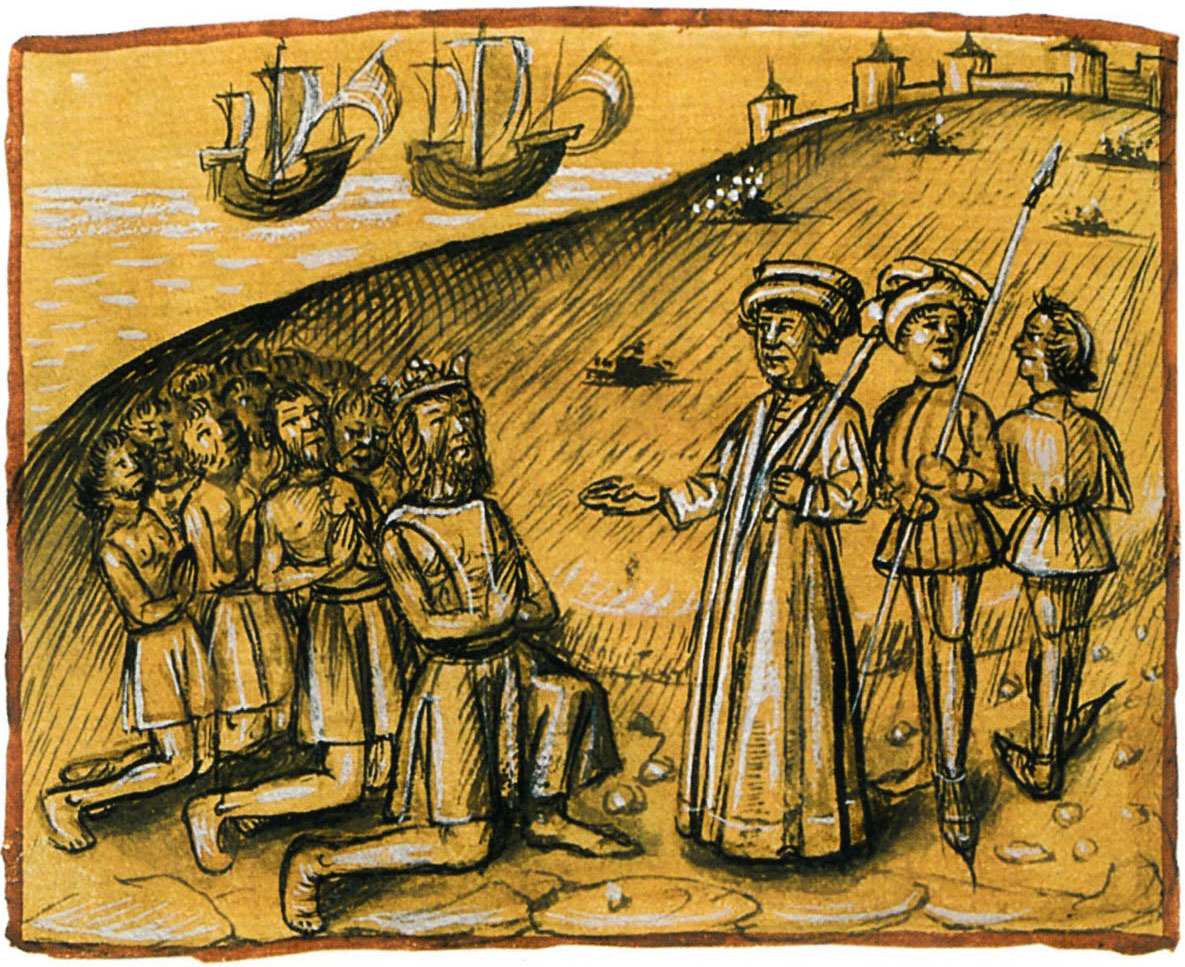
„Wie der König von Lanzarote den Herren Béthencourt bittet getauft zu werden“
Abbildung zu Beginn des 46. Kapitels des Le Canarien

Bei der Ankunft der Franzosen Jean de Béthencourt und Gadifer de La Salle auf der Insel Lanzarote im Jahr 1402 schloss Guadafrá mit ihnen Verträge ab, die den Europäern erlaubten Befestigungsanlagen und Handelsstationen auf der Insel zu errichten. Im Gegenzug sollten sie die Majos vor Sklavenjägern schützen. Eine Unterwerfung unter die Krone von Kastilien war zu dieser Zeit noch nicht Inhalt der Verträge, da auch Jean de Béthencourt erst später den Vasalleneid auf den König von Kastilien ablegte.
Als während der Abwesenheit Jean de Béthencourts ein Teil der französischen Truppen meuterte und mit gefangenen Majos die Insel verließ, fühlte sich Guadafrá betrogen und bekämpfte die verbliebenen Europäer. Afche, einer seiner Verwandten, der Ansprüche auf die Herrschaft auf Lanzarote erhob, vereinbarte mit Gadifer de La Salle, dass wenn dieser seine Ansprüche unterstütze, er ihm die Gelegenheit zur Festnahme Guadafrás bieten würde und er und seine Anhänger sich nach seiner Einsetzung als Herrscher taufen lassen würden. Guadafrá wurde gefangen genommen und im Castillo Rubicón eingesperrt. Er konnte sich aber befreien und die Herrschaft wieder übernehmen. Afche wurde entsprechend der damals bei den Majos üblichen Strafe für den Aufstand gesteinigt und sein Körper anschließend verbrannt.
Die weitere Entwicklung wird in den zwei Versionen des Le Canarien, die die einzigen Quellen für Informationen über die Vorgänge sind, unterschiedlich wiedergegeben. Beide Darstellungen stimmen allerdings darin überein, dass Guadafrás erneut gefangen genommen wurde. In der Version B wird berichtet, dass er von dem Kaplan Jean de Béthencourts, Jean Le Verrier, auf den Namen Luis getauft wurde.
Bevor Jean de Béthencourt die Inseln verließ, teilte er die Grundbesitzrechte auf Lanzarote neu auf. Dabei bekam Guadafrás ein großes Stück Land im Zentrum der Insel zugesprochen von dem es hieß, dass es das beste Land für die landwirtschaftliche Nutzung sei. Die Zuteilung wurde unter der Auflage gemacht, dass ein Fünftel der Erträge an Steuern abzuführen sei.

## Nachkommen
Luis de Guadafrá war mit Aniagua verheiratet, die auf den Namen María getauft wurde. Sie hatten zwei Kinder, Teguise (nach der Taufe Luisa Guadarfra) und Guillen Guadarfra. Teguise heiratete Maciot de Béthencourt, einen Verwandten von Jean de Béthencourt der später Gouverneur der Inseln wurde. Die Stadt Teguise wurde nach ihr benannt. Von ihnen stammen alle kanarischen, portugiesischen und lateinamerikanischen Bethenencourts und Perdomos ab. Die Nachkommen von Guillen Guadarfra heirateten in die Familien Herrera und Saavedra ein. Er war daher einer der Vorfahren der Herren, Grafen und Markgrafen von Lanzarote.